# Vision historique du Japon impérial
La Vision historique du Japon impérial (皇国史観, Kōkokushikan) désigne l'ensemble des conceptions et des théories historiques soutenues par le régime impérial japonais, et servant de base à la Constitution de l'empire du Japon. La véracité de l'âge des dieux, et la légitimité de la Cour du Sud lors de l'époque Nanboku-chō font ainsi partie des thèses soutenues.